# دریاچه آرنال
دریاچهٔ آرنال (به اسپانیایی: Lago Arenal) بزرگترین دریاچهٔ کاستاریکا است که در مجاورت آتشفشان آرنال قرار دارد. وسعت این دریاچه در سال ۱۹۷۹ با ساخته‌شدن سدی برق‌آبی بر روی آن به سه برابر افزایش یافت و امروزه حدود ۱۲ درصد از برق کاستاریکا در این دریاچه تولید می‌شود.

## مشخصات
دریاچهٔ آرنال در ۱۷ کیلومتری شهر لافورتونا، ۱۰۶ کیلومتری مونته ورده و ۱۴۰ کیلومتری لیبریا قرار دارد. تغییرات تکتونیکی زمین در حدود ۲ تا ۳ میلیون سال پیش منجر به تشکیل فرورفتگی‌ای در درهٔ آرنال شد که با پرشدن این فرورفتگی از آب، کم‌کم تالاب کوچکی شکل گرفت و منطقهٔ اولیهٔ دریاچهٔ آرنال به وجود آمد. در سال ۱۹۷۳ مؤسسه برق کاستاریکا تصمیم به افزایش مساحت این دریاچه گرفت و سدی را در شرق آن بنا ساخت. از آنجا که دره‌های نزدیک دریاچه باید آبگیری می‌شد و شهر آرنال به زیر آب می‌رفت، این شهر و شهر تونادورا را به قسمت شمال شرقی دریاچه منتقل کردند. در سال ۱۹۷۹ مساحت دریاچه به ۳ برابر مساحت اولیهٔ آن رسید و امروزه در حدود ۱۲ درصد برق کاستاریکا از طریق سد برق‌آبی ساخته‌شده بر روی این دریاچه تأمین می‌شود.
دریاچهٔ آرنال امروزه ۸۵ کیلومتر مربع مساحت داشته و عمق آن به ۶۰ متر می‌رسد. این دریاچه در قسمت غربی خود کم‌عمقتر بوده و در بخش شرقی خود نزدیک به آتشفشان آرنال عمیقتر می‌شود. جزیره‌های زیادی در این دریاچه وجود دارند که در طول سال و با تغییر سطح آب نمایان شده و باز به زیر آب فرو می‌روند. آرنال در عین حال دریاچه‌ای بادخیز است و آب‌هایی گرم دارد.

## نگارخانه

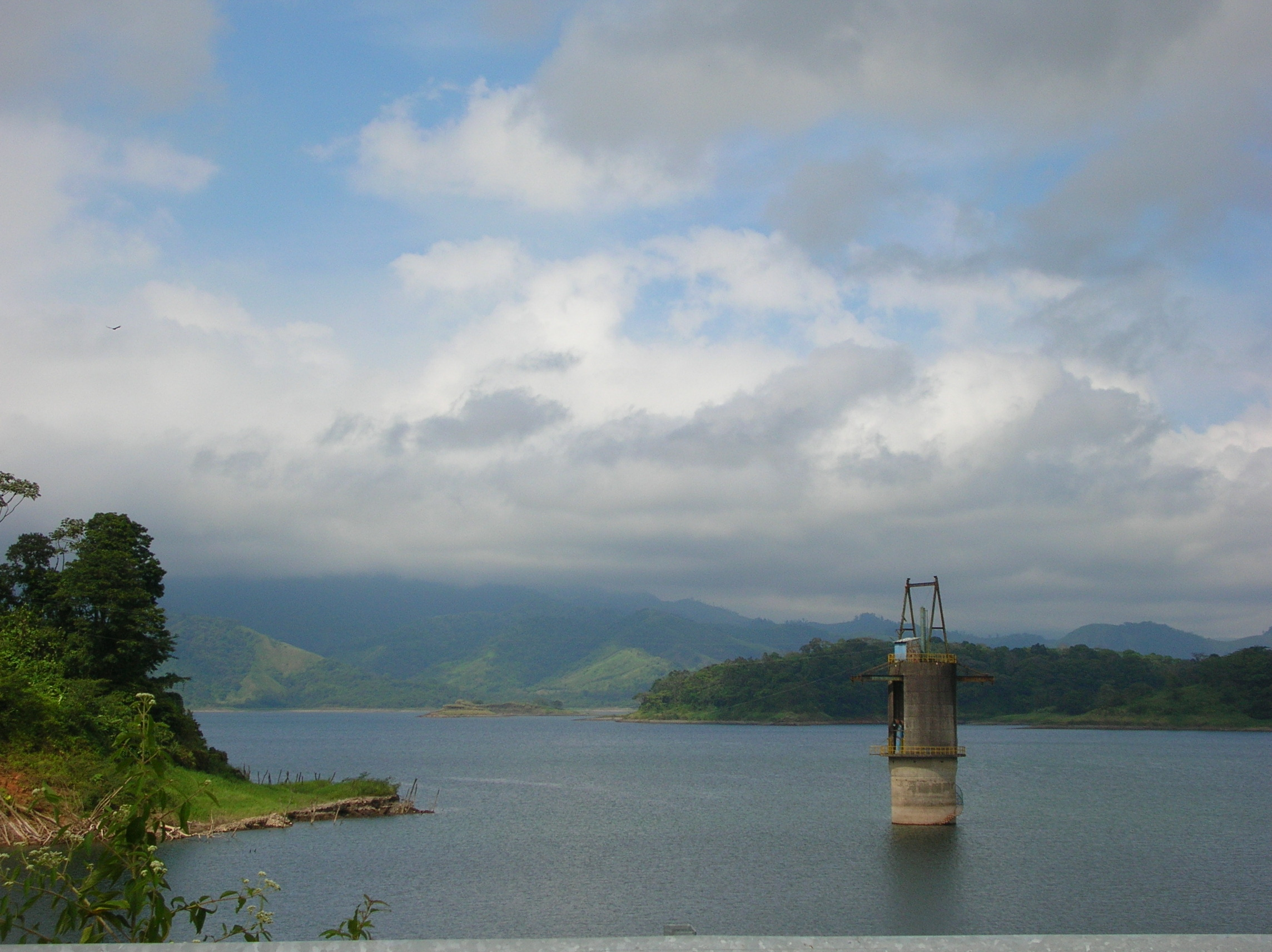
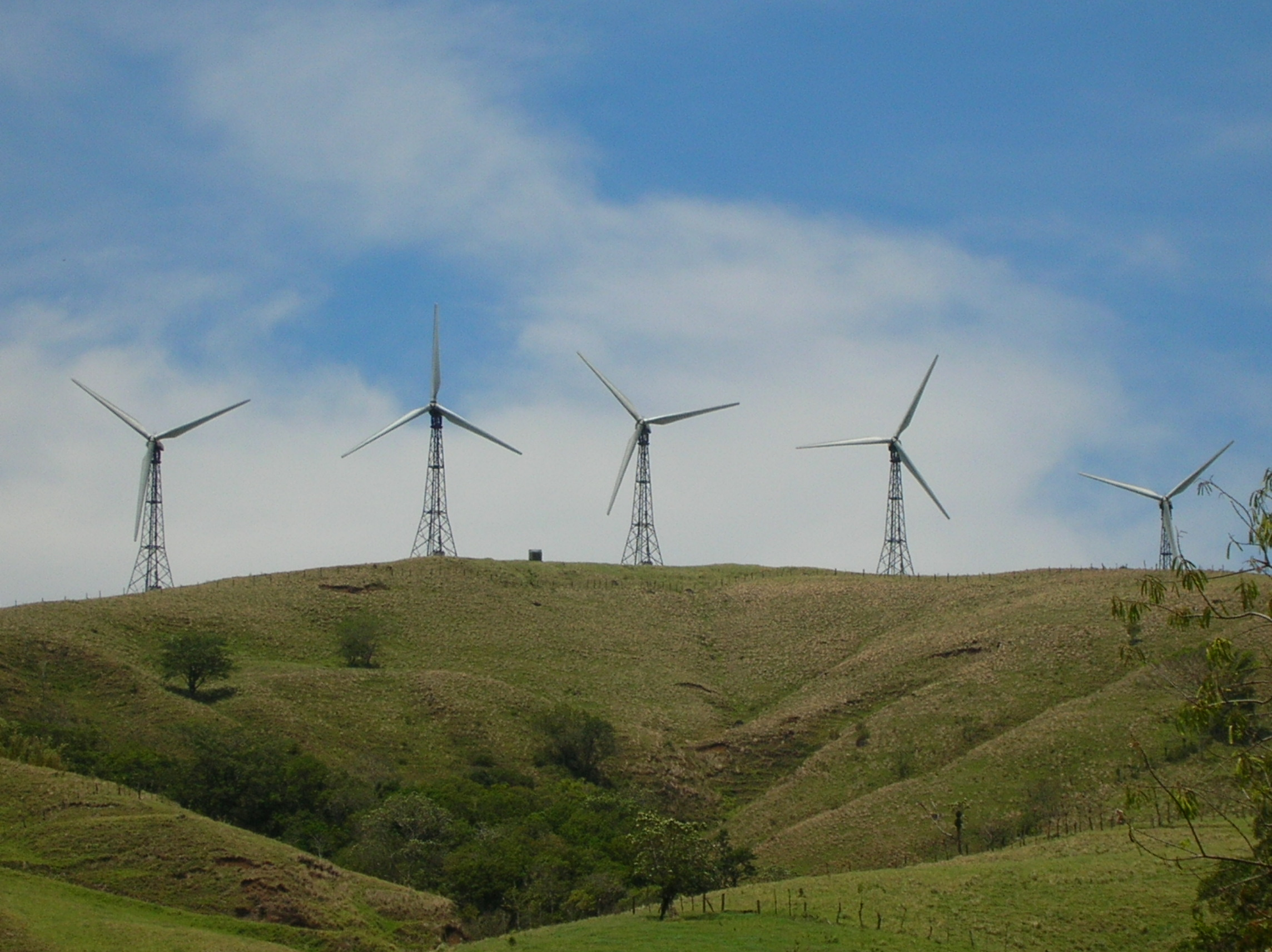